# Ireneusz Kapusta
Ireneusz Tomasz Kapusta – polski agronom, dr hab. nauk rolniczych, profesor uczelni i dyrektor Instytutu Technologii Żywności i Żywienia, Kolegium Nauk Przyrodniczych Uniwersytetu Rzeszowskiego.

## Życiorys
W 2006 r. w Instytucie Uprawy Nawożenia i Gleboznawstwa obronił rozprawę doktorską pt. „Saponiny w częściach nadziemnych Medicago truncatula - wyodrębnianie i skład chemiczny”, której promotorem był prof. Wiesław Oleszek. W 2017 r. habilitował się na podstawie pracy zatytułowanej „Właściwości fizykochemiczne winogron oraz win produkowanych w południowo-wschodniej Polsce”. Jest dyrektorem Instytutu Technologii Żywności i Żywienia Uniwersytetu Rzeszowskiego. Pracuje tam na stanowisku profesora uczelni.